# تل أبيب
تل أبيب يافا (بالعبرية: תל אביב-יפו)، وعادةً ما يشار إليها باسم تل أبيب فقط، هي مدينة إسرائيلية، تقع على ساحل البحر الأبيض المتوسط، وتعد الآن (بعد تقسيم فلسطين) المدينة الأكثر اكتظاظًا بالسكان والمساحة في تجمع جوش دَن الحضري، يسكنها حوالي 3.3 مليون شخص ابتدأ من 2010. المدينة تدار من قبل أمانة تل أبيب - يافا، عمدتها الحالي هو رون حولداي. وتوجد بها جميع سفارات الدول الأجنبية التي تقيم علاقات وليةمع إسرائيل.
تأسست تل أبيب في عام 1909 في ضواحي المدينة التاريخية يافا (بالعبرية: יָפוֹ). نما عدد سكان تل أبيب بسرعة ليزيد عن مدينة يافا التي كان سكانها من العرب في ذلك الوقت. تل أبيب ويافا تحولتا إلى مدينة واحدة في عام 1950 بعد دمج أمانتي المدينتين، بعد مرور سنتين من تأسيس دولة إسرائيل. المدينة البيضاء في تل أبيب أصبحت إحدى مواقع التراث العالمي من قبل اليونسكو في عام 2003، تتضمن أكبر كثافة من عمرات باوهاوس.
تل أبيب تعد مدينة عالمية على درجة بتا+. هي مركز اقتصادي هام، تتضمن بورصة تل أبيب والعديد من الشركات والمكاتب ومراكز للبحث والتطوير. حياتها العالمية جعلت تل أبيب بقعة سياحية مشهورة لكل من السياح المحليين والزوار من الخارج، ما جعلها تسمى (بالمدينة التي لا تنام). تل أبيب عاصمة الدولة الاقتصادية، والفنية، والتجارية. اقتصاد مدينة تل أبيب ثاني أفضل اقتصاد في الشرق الأوسط،
والمدينة رقم 15 على جدول المدن العالمية الخمسين من مجلة فورن پوليسي. هي من أكثر المدن غلاءً في المنطقة والمدينة رقم 19 في العالم. في 2010 حصلت على المركز الثالث من بين المدن الأفضل في العالم حسب لونلي پلانت، الثالثة أفريقيا والشرق الأوسط حسب مجلة ترافل + ليجور، وواحدة من إحدى أفضل الشواطئ في العالم حسب ناشونل جيوغرافيك.

## تأثيل

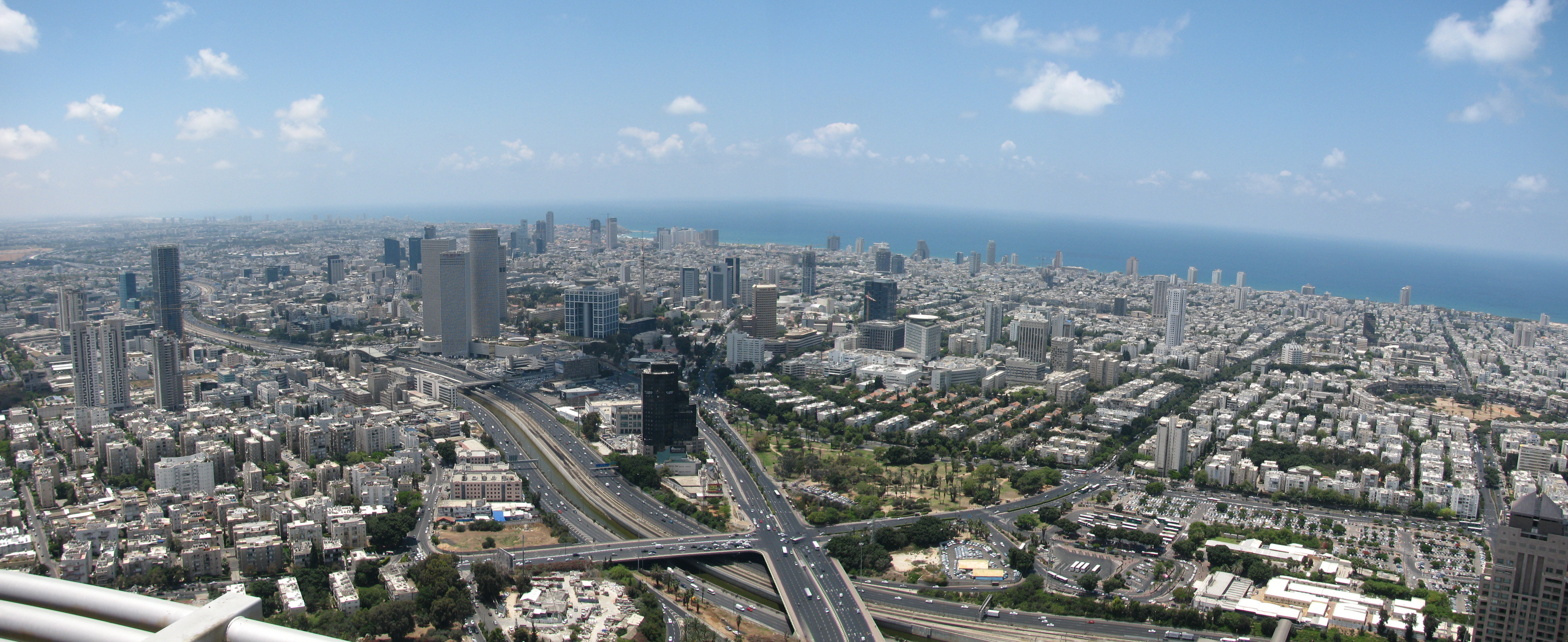
تل أبيب

اسم تل أبيب (بمعنى «تل الربيع») تم اختياره من بين العديد من الأسماء المقترحة، التي كانت «هيرتسليا» من بينها. تل أبيب هو العنوان العبري للكتاب آلتنيولاند («الأرض القديمة الجديدة») التي كتبه ثيودور هرتزل، الذي ترجمه ناحوم سوكولوف من الألمانية. سوكولوف أخذ الاسم من سفر حزقيال 3:15: «ثم أقبلت على المسبيين القاطنين إلى جوار نهر خابور عند تل أبيب، فأقمت هناك حيث يسكنون متحيرا سبعة أيام.» هذا الاسم اعتُبر جيد، فهو تبنى فكرة النهضة الموطن اليهودي القديم. أبيب هي الكلمة العبرية لربيع، رمزا للتجديد، وتل هو موقع أثري الذي يكشف عن طبقات من الحضارات التي بُنيت واحدة فوق الأخرى. النظريات تختلف لاسم مدينة يافا. البعض يظن أن الاسم يأتي من العبرية التي تعني «جميلة» أو «جمال». نظرية أخرى تقول أن يافث، ابن نوح، أسس المدينة، وسُميت بلقبه.

## خصائص سكانية
عدد سكان مدينة تل أبيب (بما في ذلك سكان يافا) هو 474,530 نسمة (2022)، والكثافة السكانية 7,606 نسمة لكل كم2. وفقًا للمكتب المركزي للإحصاء الإسرائيلي (CBS)، اعتبارًا من عام 2009، كان عدد سكان تل أبيب ينمو بمعدل سنوي قدره 0.5 في المائة. شكل اليهود من جميع الخلفيات 91.8 في المائة من السكان، وشكل العرب المسلمين والمسيحيين 4.2 في المائة، والباقي ينتمون إلى مجموعات أخرى (بما في ذلك المجتمعات المسيحية والآسيوية المختلفة). استناداً للإحصائيات، يوجد حوالي 50000 عامل أجنبي غير مسجل يعيش في تل أبيب.[بحاجة لمصدر]
تل أبيب هي عاصمة إسرائيل منذ إقامتها، إلا أنه حديثا قد تم نقل مؤسسات الدولة الرئيسية مثل البرلمان ومقر الحكومة وغيرها إلى مدينة القدس حيث أعلنت إسرائيل القدس عاصمة لها -وهو الأمر الذي لم توافق عليه الأمم المتحدة- وبالرغم من ذلك ظلت تل أبيب هي المركز التجاري والثقافي حيث تضم مقرات التحرير للصحف الرئيسية، مراكز البنوك والشركات الكبرى، السوق المالي الإسرائيلي، وغيرها من مراكز المؤسسات غير الحكومية. الوزارة الوحيدة الموجود مقرها في تل أبيب (وليس في القدس) هي وزارة الدفاع الإسرائيلية.
أغلب السفارات الأجنبية ما زالت توجد في تل أبيب (بعضها موجودة في رمات جان وهرتسليا وكذلك في مفاسيرت تسيون) وذلك لعدم اعتراف معظم الدول بضم القدس لإسرائيل. وهذا يؤكد الجدل حول السيادة على مدينة القدس وعدم الاعتراف الدولي بها كعاصمة لإسرائيل.

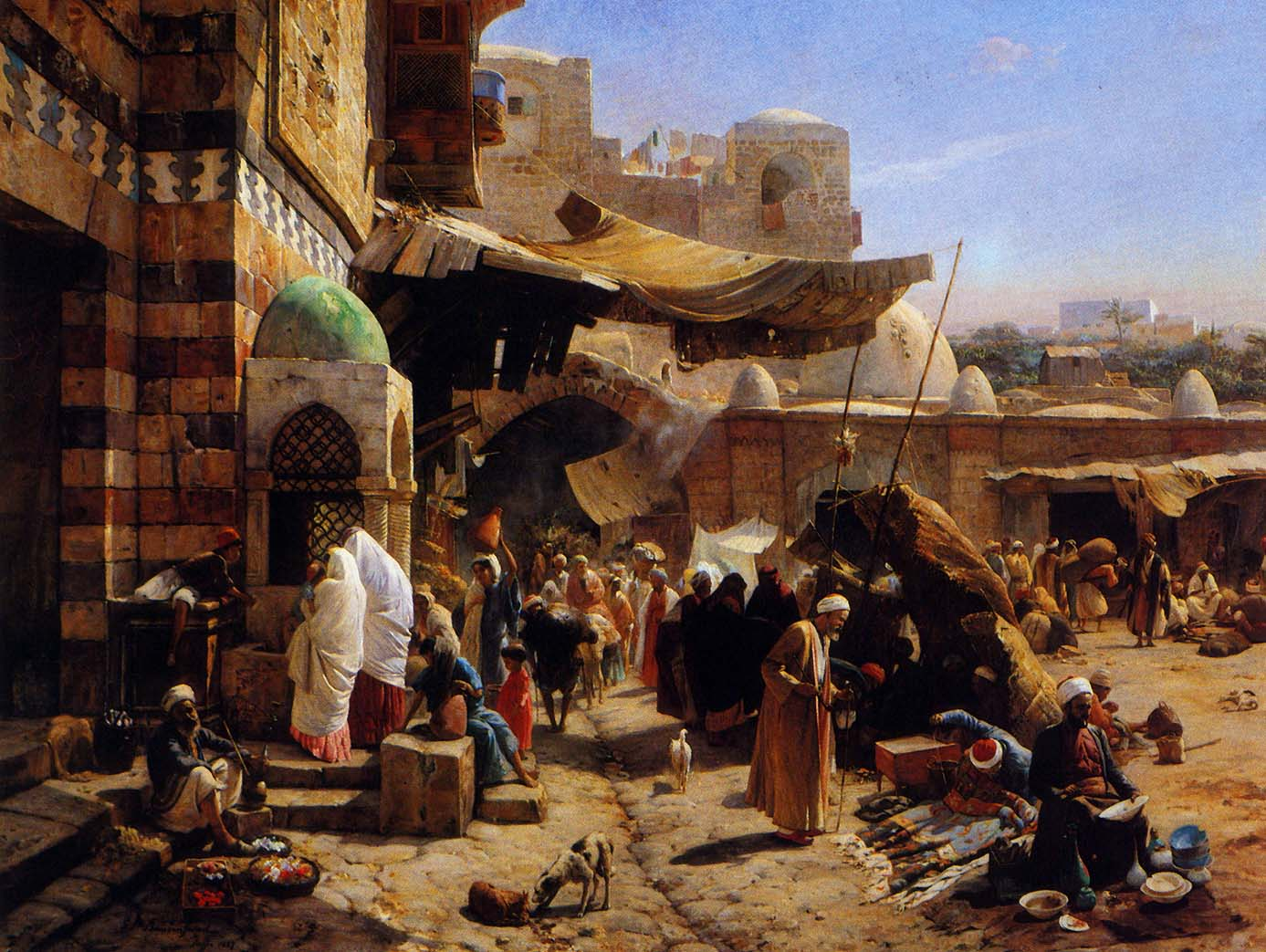
يافا سنة 1887

في وسائل الإعلام العربية كثيرا ما يستعمل اسم تل أبيب كاسم بديل لإسرائيل، لأنها كانت عاصمة لإسرائيل. في إسرائيل نفسها تعتبر تل أبيب رمزا للمجتمع العلماني غير التقليدي، ويستخدم أحيانا تعبير «دولة تل أبيب» انتقادا للفرق بين مركز البلاد وضواحيها من الناحية الاقتصادية والثقافية، وعلى سبيل المثال، قال رئيس بلدية حيفا في مقابلة صحافية إن «تطوير 'دولة تل أبيب' السريع يمثل تهديدا على وجود دولة إسرائيل حيث أنه يقيد القضاء على باقي أجزاء الدولة».
وجدير بالذكر أنه يوجد اسم مطابق لهذا الاسم «تل الربيع» وهو أشهر متنزه في محافظة طولكرم.

## تاريخ

### يافا

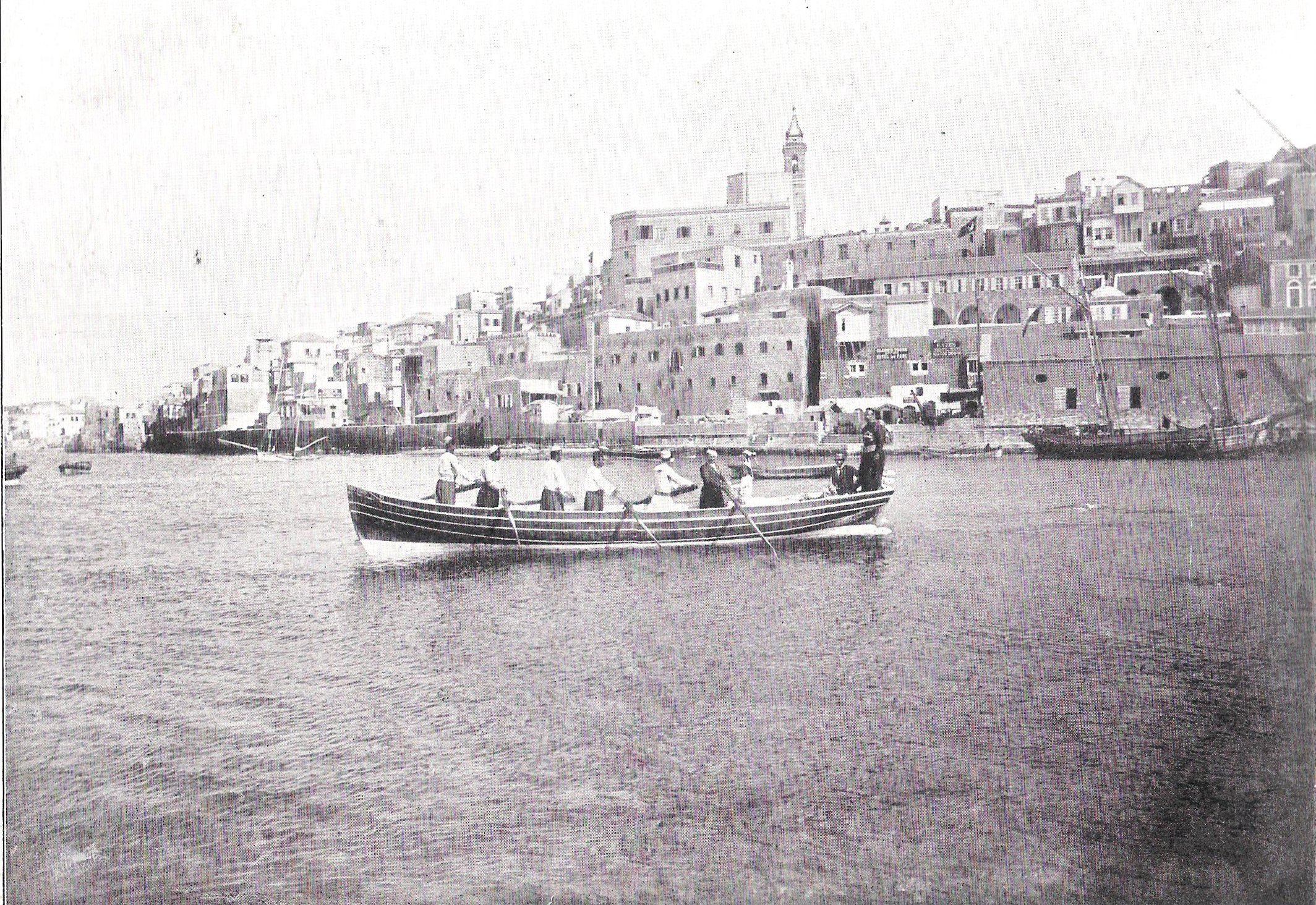
ميناء يافا 1899

كان لدى ميناء يافا التاريخي الكثير من المالكين على مرّ التاريخ. حفريات أثرية من 1955 إلى 1974 كشفت أبراج وأبواب من العصر البرونزي المتوسط. الحفريات اللاحقة، من 1977، ساعدت على تحديد تاريخ اكتشفات أقدم. أيضا كشفوا أجزاء من حجارة رمليَّة كانت تعمل كعازل لحصن و«جدار هائل من الطوب»، من العصر البرونزي المتأخر، وأيضا معبد لأهل البحر ومساكن من العصر الحديدي. تم اكتشاف بقايا مبانٍ من الفترات الفارسية، الهلنستية، والفراعونية أيضا.
المدينة يتم ذكرها لأول في رسائل من 1470 قبل الميلاد التي تُسجل احتلالها من قبل الفراعون المصري تحتمس الثالث. يافا يتم ذكرها العديد من المرات في الكتاب المقدس، كالميناء الذي انطلق منه يونان إلى ترشيش، كميناء يقع على الحدود مع قبيلة دان، وكالميناء الذي وصل فيه الخشب لمعبد سليمان في أورشليم من لبنان. تقول بعض المصادر أن المدينة كانت ميناء لأكثر من 4000 سنة.
في 1099، الجيوش المسيحية من الحملة الصليبية الأولى بقيادة جودفري احتلت يافا التي تم التخلي عنها من قبل المسلمين وحسنوا ميناءها. كمقاطعة يافا، البلدة سرعان ما أصبحت مهمة لأنها أصبحت الطريق الرئيسي إلى البحر لمملكة أورشليم. يافا تم القبض عليها من قبل صلاح الدين في 1192 ولكن سرعان ما استرجعها ريتشارد قلب الأسد، الذي عزَّزَ تحصيناتها. في 1223، فريدريك الثاني أضاف قوات دفاعية أخرى. الاحتلال الصليبي انتهى في عام 1268، حين ما السلطان المملوكي بيبرس سيطر على البلدة، وحطّم ميناءها وتحصيناتها. لتوقيف الهجمات الصليبية نُهبت المدينة في 1336، 1344 و1346 من قبل نصر الدين محمد. في القرن السادس، تم احتلال يافا من قبل العثمانيين وعُينت كبلدة في سنجق غزة. نابليون حاصر المدينة في 1799 وقتل عشرات من سكان، اندلع الطاعون في المدينة بعد ذلك قاضياً على ما تبقى من السكان.
يافا بدأت تنمو كمركز مدني في أول القرن الثامن عشر عندما تدخَّلت الحكومة العثمانية في إسطنبول لحراسة الميناء، والحدّ من هجمات البدو والقراصنة. ولكن، النمو الكبير حصل في القرن التاسع عشر عندما عدد السكان نمى من 2,500 إلى 17,000 في 1886.

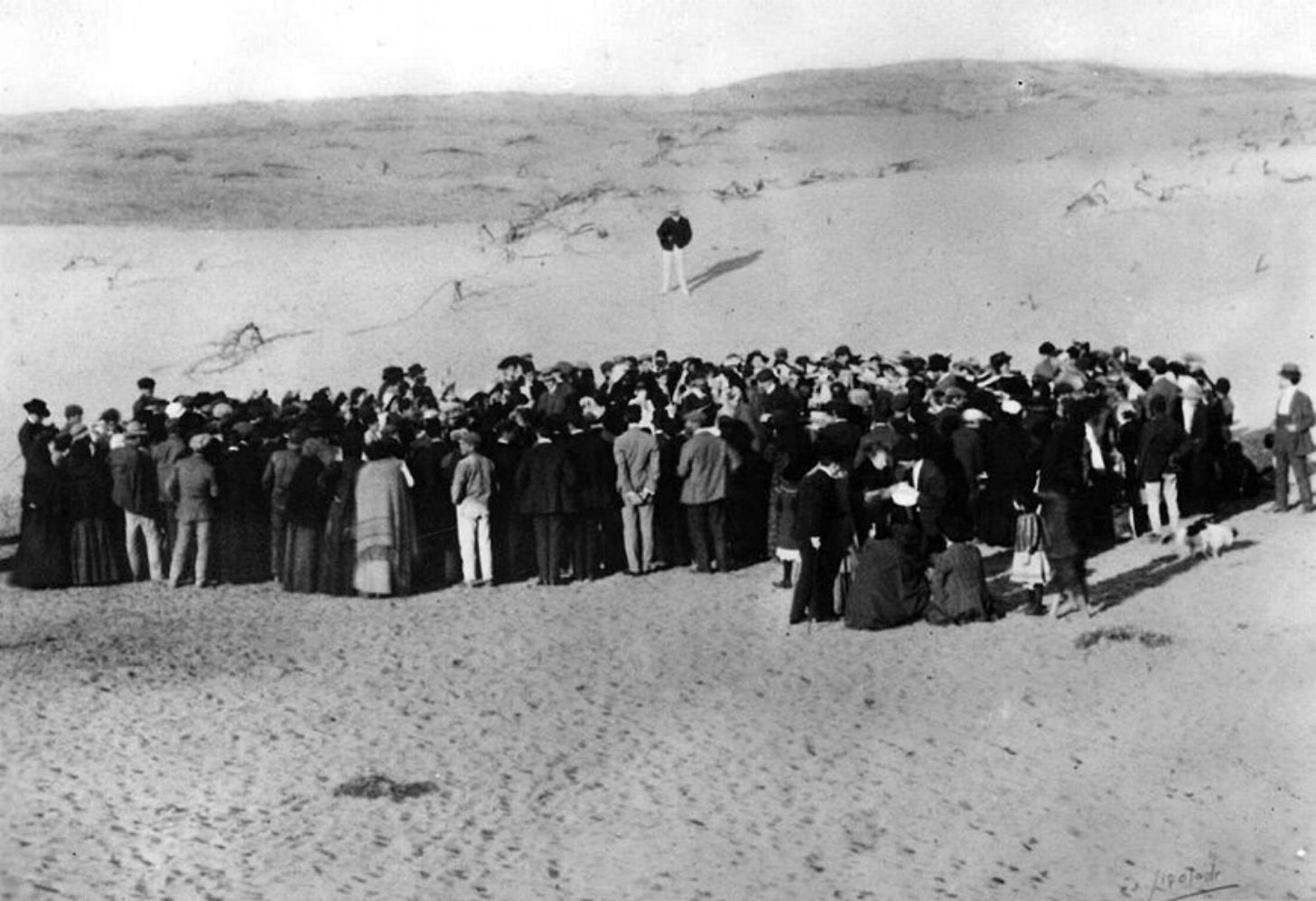
يانصيب مؤامرات لبناء في تل أبيب، 1909

من 1800 إلى 1870، يافا كانت محاطة بجدران وأبراج، الذين تم هدمها كي تتوسّع المدينة مع تحسين الأمن. جدار البحر، ذو ارتفاع 2.5 متر، ضل في حالة جيدة حتى الثلاثينيات القرن التاسع عشر حين تم بناؤه من جديد خلال تجديدات الميناء من قبل الانتداب البريطاني. خلال وسط القرن التاسع عشر، المدينة ازدهرت من التجارة، خصوصا للحرير وبرتقال يافا، مع أوروبا. في ستينيات القرن التاسع عشر مجتمع السفارديين الصغير في يافا إنضم إليه يهود من المغرب وعدد أصغر من قبل يهود أشكناز الأوروبيين، ما عادل 1,500 نسمة من عدد السكان اليهوديين الإجمالي في 1882.
أول يهود بنوا خارج يافا، في منطقة تل أبيب الحالية، كانوا يهود يمنيين. تلك البيوت، التي بُنيت في 1881، أصبحت نواة كرم هتيمنيم (من العبرية تعني كرم اليمنيين). في 1896 اليهود اليمنيين أسسوا محانيه يهودا، وفي 1904 محانيه يوسف، تلك الأحياء لاحقاً كونت حي شبازي.
في ثمانينيات القرن التاسع عشر، تزايدت هجرة الأشكناز مع بداية عليا الأولى. كان المهاجرون الجدد يعتبرون الصهيونية حافزاً أكبر من الدين أتوا كي يزرعوا الأرض والانخراط في العمل المنتج. تمشياً مع إيديولوجية الرواد، البعض اختاروا العيش في الكثبان الرملية شمال يافا. بداية تل أبيب الحالية تبدأ ببناء نافيه صدق، حي أقامه المستوطنون الأشكناز بين 1886 و1887.

## بعد إعلان قيام دولة إسرائيل

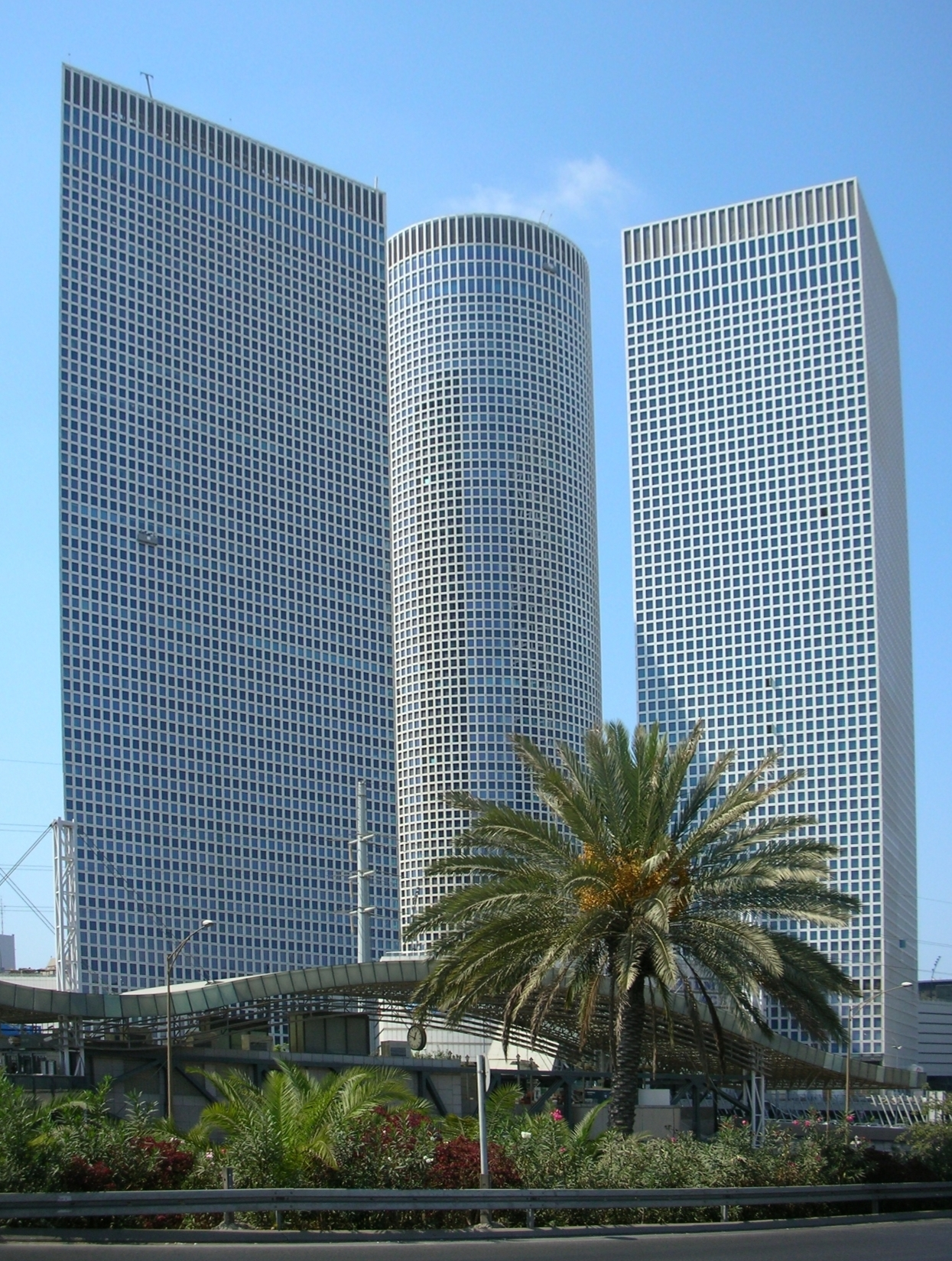
مركز عزارئيلي يحتوي على أطول ناطحة سحاب في تل أبيب.

عندما أعلنت إسرائيل قيام دولتها في 14 أيار 1948، فإن عدد سكان تل أبيب كان يفوق 200,000 نسمة. تل أبيب هي كانت مركز الحكومة المؤقت لإسرائيل إلى أن انتقلت الحكومة إلى القدس في كانون الأول 1949. بسبب الخلاف الدولي حول وضع القدس، بقيت معظم السفارات الأجنبية في أو بالقرب من تل أبيب. في 1980، انتقلت 13 سفارة من القدس إلى تل أبيب بموجب قرار مجلس الامن للامم المتحدة رقم 478 إلى القدس بسبب قانون القدس. حدود تل أبيب ويافا أصبحت مثار خلاف بين بلدية تل أبيب والحكومة الإسرائيلية في عام 1948. حيث أراد الأول دمج الضواحي اليهودية الشمالية لمدينة يافا، في حين أن الأخير أراد توحيد أكثر شمولا. القضية كان لها حساسية دولية أيضا حيث أن الجزء الرئيسي من يافا كان يقع في الجزء العربي من خطة التقسيم التي وضعتها الأمم المتحدة، في حين أن تل أبيب لم تكن موجودة آنذاك، ولم توقع أي اتفاقات الهدنة تمت. في 10 ديسمبر 1948، أعلنت الحكومة الإسرائيلية عن ضم
ضواحي يافا اليهودية، حي عربي من قرية أبو كبير، قرية عربية من بلدة سلمة، وبعضا من أراضيها الزراعية، بالإضافة إلى العشوائيات اليهودية 'هاتكفا' إلى تل أبيب. كما ضمت في 25 فبراير 1949، قرية عربية مهجورة من الشيخ مونس إلى تل أبيب. في 18 مايو 1949، أضيفت المنشية وجزء من منطقة وسط يافا، وللمرة الأولى شمل ذلك الأراضي التي كانت في الجزء العربي من خطة تقسيم الأمم المتحدة. صوتت الحكومة على توحيد تل أبيب ويافا في 4 تشرين الأول 1949، ولكن لم ينفذ القرار حتى 24 أبريل 1950 بسبب معارضة رئيس بلدية تل أبيب آنذاك إسرائيل روكاش. بقي اسم تل أبيب حتى 19 أغسطس 1950 م عندما تم تسميتها بتل أبيب-يافا وذلك للحفاظ على اسم يافا التاريخي. نمت مساحة تل أبيب إلى 42 كيلومتر مربع (16.2 ميل2). في عام 1949، تم بناء نصب تذكاري لمؤسسي تل أبيب. [53]، على مدى السنوات الـ 60 الماضية، وضعت تل أبيب في وسط علماني ليبرالي التفكير، وحياة ليلية نابضة بالحياة وثقافة القهوة. في 1960s، تم هدم بعض المباني القديمة، مما جعل الطريق ممهدا لأول مبنى يرتفع عاليا حيث كان برج شالوم مائير أطول مبنى في إسرائيل حتى عام 1999. بلغت ذروة سكان تل أبيب في أوائل الستينات حيث وصلت عدد السكان إلى 390,000، وهو ما يمثل 16 في المائة من إجمالي عدد سكان البلاد. تلاها فترة طويلة من الانخفاض المطرد، ومع ذلك، وبحلول أواخر الثمانينات أصبح عدد السكان 317,000. نسمة. ارتفاع أسعار العقارات والأراضي دفع العديد من الأسر إلى الخروج من المدينة.

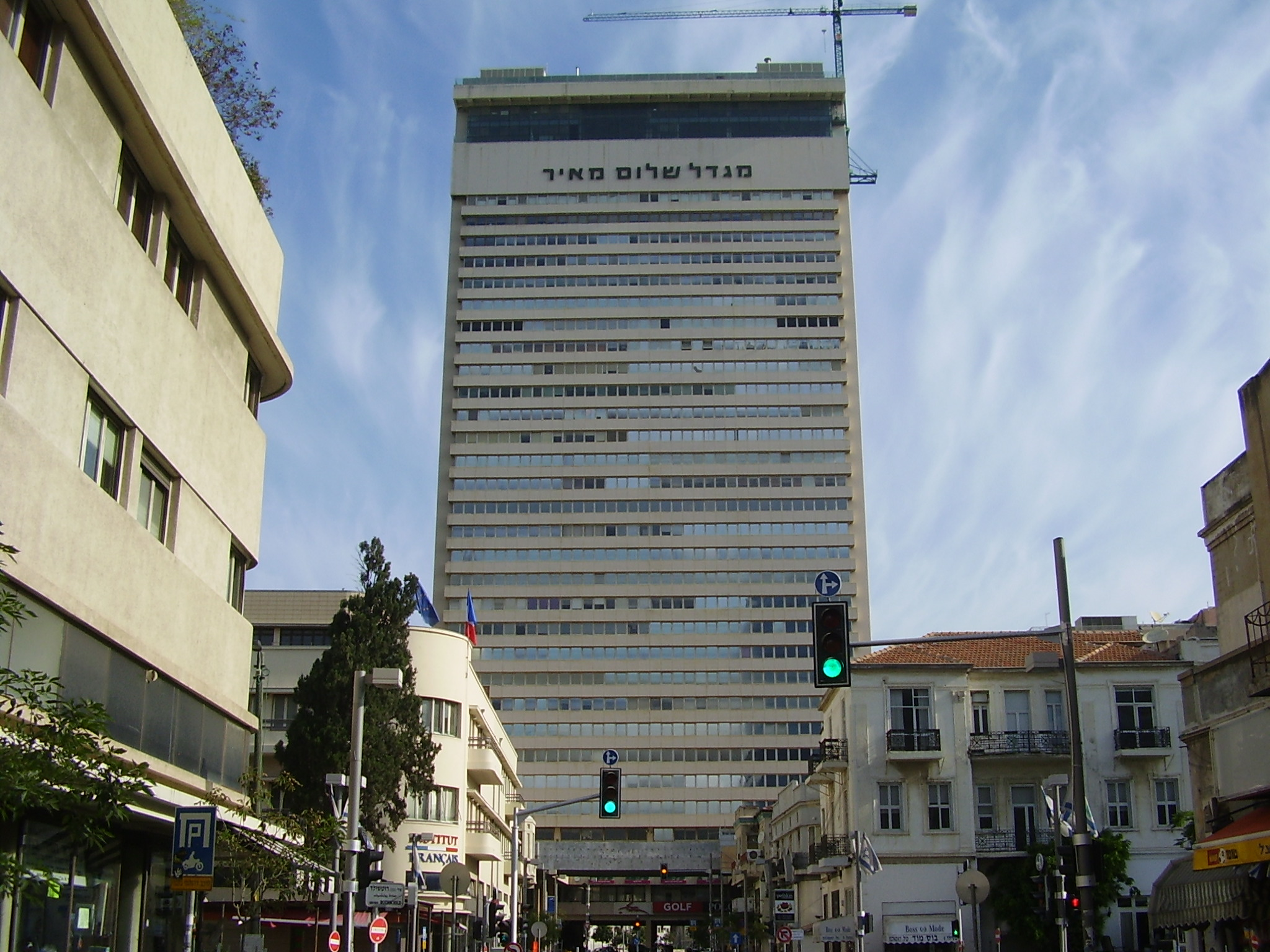
برج شالوم مائير ناطحة السحاب الأولى في إسرائيل، حيث بنيت في عام 1965.

في الوقت الحالي، بدأ تحسين الأحياء الفقيرة في جنوب تل أبيب، وجرى تجديد الميناء القديم في الشمال. سنت قوانين جديدة لحماية المباني الحديثة، كما وضغعت منظمة اليونسكو المدينة البيضاء في تل أبيب كأحد مواقع التراث العالمي. في أوائل التسعينات انعكس الانخفاض في عدد السكان جزئيا بسبب موجة كبيرة من المهاجرين من الاتحاد السوفياتي السابق. كما بدأت تل أبيب في الظهور كمركز لتكنولوجيا الفائقة. ومكان لبناء ناطحات السحاب والعديد من المباني المكتبية عالية التقنية. في عام 1993، صنفت تل أبيب بوصفها مدينة العالم. وتعتبر المدينة كمرشح قوي للحصول على صفة المدينة العالمية.
في حرب الخليج في عام 1991، تعرضت تل أبيب لهجوم بصواريخ سكود قادمة من العراق، لكن الإصابات كانت محدودة وليس هناك وفيات. هتف سكان الضاحية الجنوبية الشرقية بنشيد الأمل، وأقاموا نصب كعلامة على امتنانهم، إنه "بمعجزة كبيرة، تم الحفاظ على حياة الكثير من الناس دون تعرضهم للقتل بإصابة مباشرة من صاروخ سكود عراقي. في 4 تشرين الثاني 1995، اغتيل رئيس وزراء إسرائيل اسحق رابين، في أثناء حضوره اجتماع حاشد في تل أبيب لدعم اتفاق أوسلو للسلام. أعيد تسمية ساحة في الهواء الطلق حيث حدث عملية الاغتيال من الاسم المعروفة به سابقا وهو كيكار مالشي يسرائيل إلى ميدان رابين.
منذ الانتفاضة الأولى، تعرضت تل أبيب لهجمات فلسطينية عدة كان أولها عملية انتحارية في 19 تشرين الأول 1994، على متن الباص رقم 5، عندما فجر انتحاري نفسه وقتل 21 مدنياً كجزء من عمليات انتحارية شنتها حماس. الهجوم الأكثر دموية وقع في 1 حزيران 2001، خلال الانتفاضة الثانية، عندما فجّر استشهادي عند مدخل مرقص دولفيناريوم، مما أسفر عن مقتل 21 وإصابة أكثر من 100 شخص. وقع الهجوم الأخير في المدينة في 17 نيسان 2006، عندما قُتل تسعة أشخاص وأصيب 40 على الأقل في تفجير استشهادي بالقرب من محطة الحافلات المركزية القديمة. في عام 2009، احتفلت تل أبيب الذكرى المئوية الرسمية.

## جغرافيًا

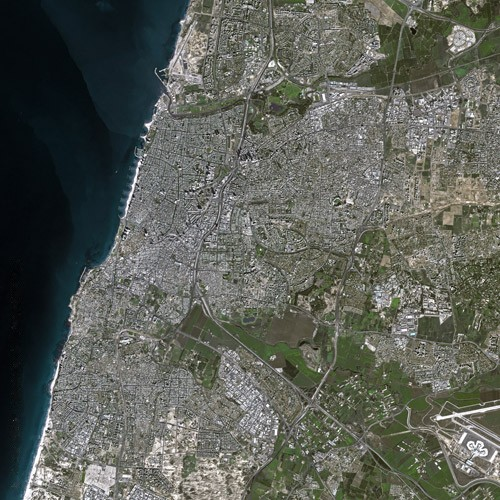
تل أبيب من قمر سبوت الصناعي

تل أبيب تقع على ساحل البحر المتوسط الإسرائيلي، الجسر التاريخي بين أوروبا، آسيا، وأفريقيا. مباشرة في شمال ميناء مدينة يافا القديم، تل أبيب تقع على أراضي التي كانت كثبان رملية ما جعلها ذو تربة مع خصوبة فقيرة. المنطقة تم تبسيطها لتصبح سهلية ما جعل المدينة من دون أي معالم جغرافية بارزة، المعالم الجغرافية الأكثر شهرة هي النصبات عند الساحل الأبيض المتوسط ونهر العوجا. بسبب نمو تل أبيب ومنطقة جوش دان لا وجود للحدود الظاهرة بين مناطق تل أبيب ومناطق يافا. المدينة تبلغ 60 كيلومتر شمال غرب مدينة أورشليم-القدس و 90 كيلومتر جنوب ميناء مدينة حيفا. مدن وبلدات وقريبة هي هرصلية، رمت هشرون، فتح تقواة، رمت جان، جبعتيم، حولون، بت يم. المدينة مطبقة اقتصادياً بين الشمال والجنوب. تُعد منطقة جنوب تل أبيب في العادة أفقر من شمال تل أبيب غير حي نوة صدق، وبعض الإعمار القريب من شاطئ يافا. أنه يشمل وسط المدينة. تل أبيب المركزية تشمل مركز عزرائيلي ومنطقة المهمة المالية والاقتصادية على طول طريق آييلون السريع. المنطقة الشمالية من تل أبيب تشمل جامعة تل أبيب وحي رمت أبيب الراقي، رمت أبيب بت ورمت أبيب جيمل.

### مناخ

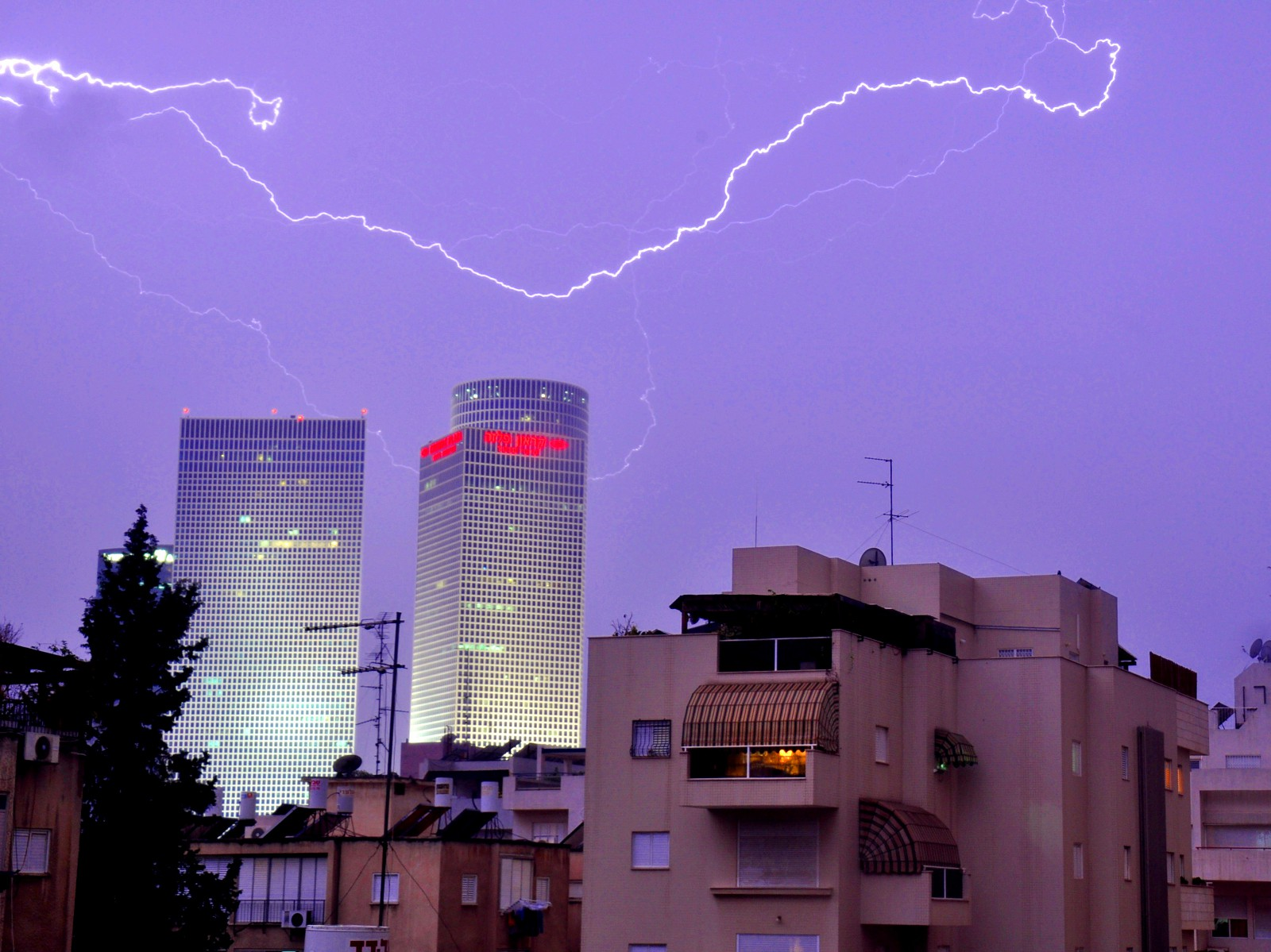
عاصفة رعدية في تل أبيب في فصل الشتاء

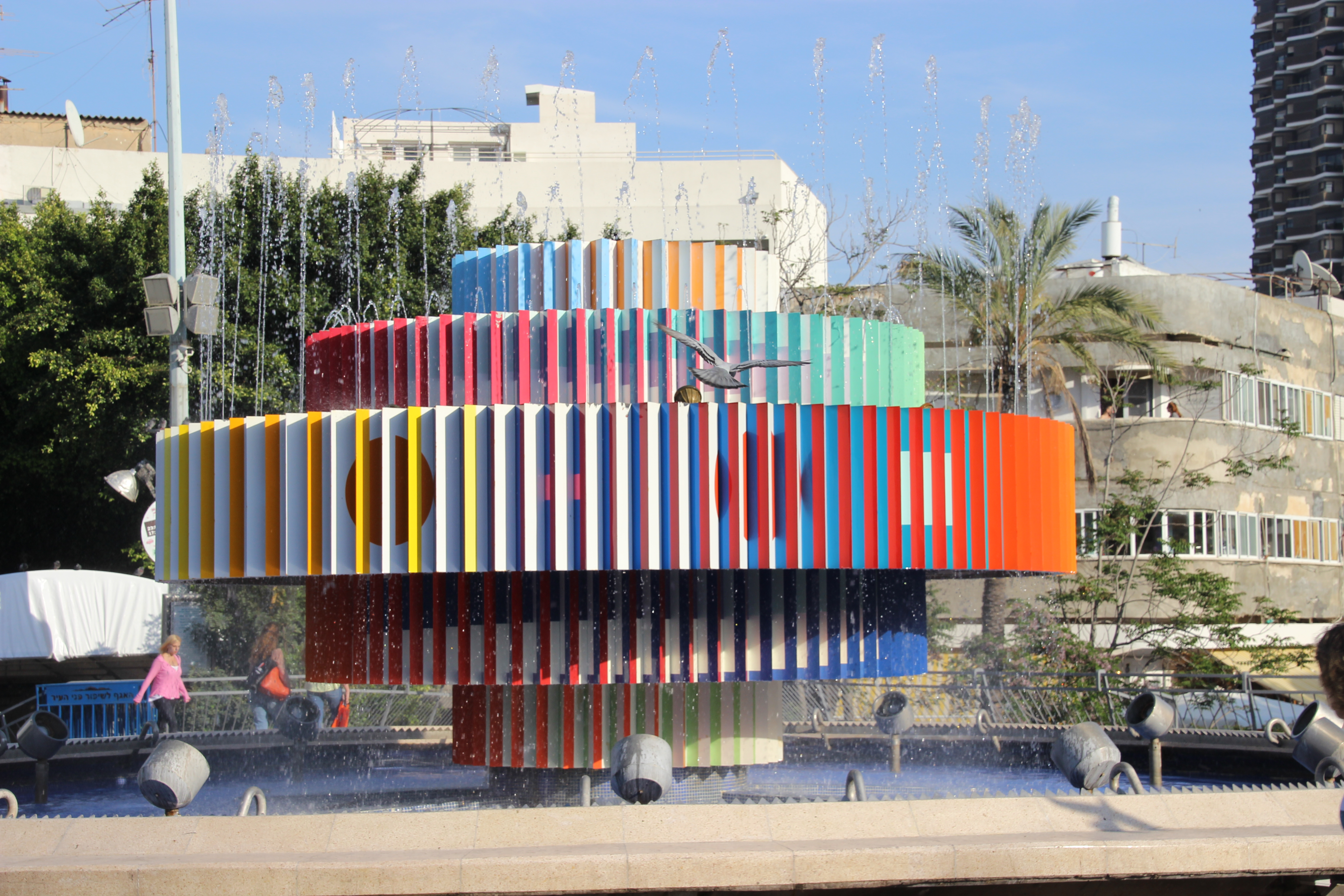

تل أبيب تتمتع بمناخ بحر الأبيض المتوسط، مع صيف حار ورطب، ربيع وخريف دافئ وبارد في بعض الأحيان، وشتاء ماطر وبارد. الرطوبة في المدينة عالية طول السنة بسبب وجودها بجانب البحر. في الشتاء مُعدل الحرارة بين 9 إلى 17 درجة، مع درجات تهبط إلى 6 عدة مرات في الشتاء. في الصيف المُعدل 26 درجة، مع وصول الدرجات في النهار إلى 32. على الرغم من الرطوبة العالية إلا أن الأمطار في الصيف تكون نادرة. مُعدل تل أبيب من تساقط الأمطار يُعادل 530.7 ميليمتر سنوياً، التي تتساقط بدءاً من شهر أكتوبر حتى أبريل. فصل الشتاء هو الفصل مع أكثر تساقطات الأمطار، مع ثلوج قليلة للغاية، آخر ثلج كان في 1950 كانون الثاني. تل أبيب تستمتع بـ 300 يوم مشمس في السنة.

## الثقافة والحياة المعاصرة

### الحياة الليلية

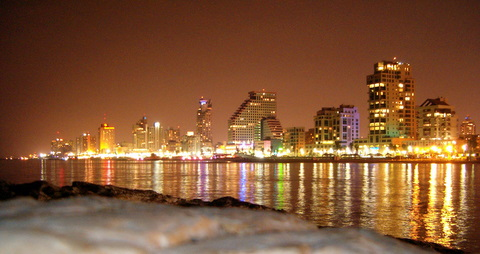
تل أبيب ليلًا

تل أبيب هي مركز عالمي نابض بالحياة وتل أبيب من المدن الأكثر نشاطًا في الشرق الأوسط، إذ تتنوع الحياة الليلية مع الحانات والبارات والملاهي الليلية والمراقص المفتوحة بعد منتصف الليل أيضًا. أكبر منطقة ملاهي ليلية في تل أبيب هي الميناء، والتي تحوي أكبر النوادي والحانات التجارية في المدينة ونجتذب حشود كبيرة من الشباب من تل أبيب والمدن المجاورة على حد سواء. «ناديTLV» هو أكبر في المدينة وغالبًا ما تستضيف فنانين كبار ودي جي عالميين.

## معالم المدينة
- المدينة البيضاء - أحد الأجزاء الأولى من المدينة توجد فيه مبان كثيرة مبنية بطريقة «باوهاوس». أعلنتها منظمة أونيسكو موقعا من التراث العالمي.

- متحف تل أبيب للفن

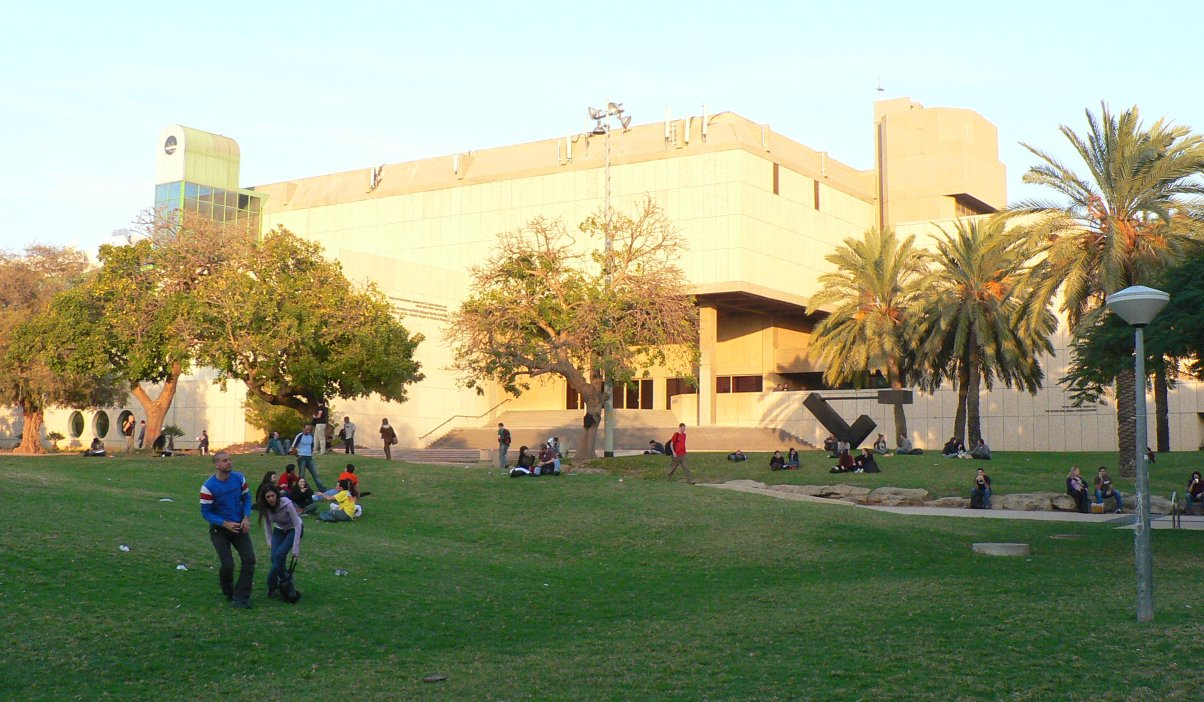
جامعة تل أبيب (مبنى متحف المهاجر اليهودية)

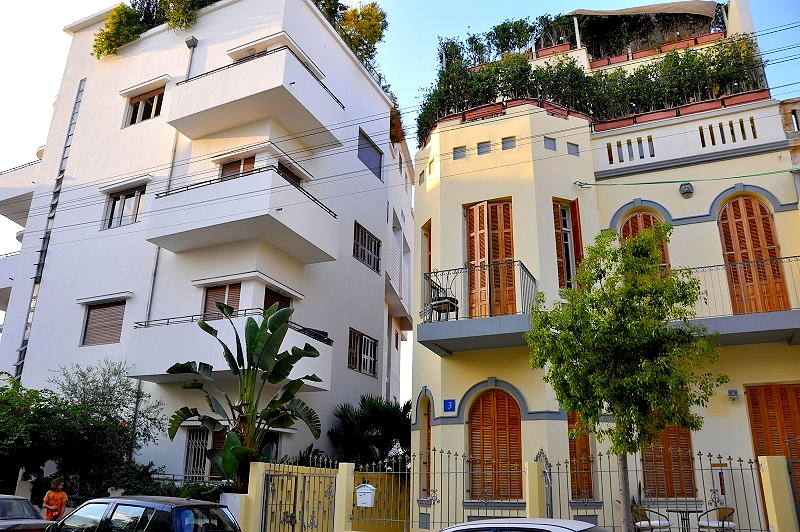
منازل من المدينة البيضاء.

- مكتبة «بيت أريئيلا» وأرشيف الصحف العبرية
- مركز الفنون المسرحية - يضم مسرح «هاكامري»، الأوبرا الإسرائيلية وغيرها.
- المسرح الوطني «هابيماه»
- مسرح «بيت ليسن»
- متحف «إيرتس يسرائيل» الأثري
- مركز سوزان دلال للرقص وفنون أخرى في حارة «نيفيه تسيدك»
- ساحة يتسحاق رابين (ساحة «مالخيه يسرائيل» أي «ملوك إسرائيل» سابقا)
- منتزه هايركون (أي منتزه نهر العوجا)
- منتزه شاطئ البحر («هاطاييلت»)
- متحف المهاجر اليهودية («بيت هاتفوتسوت» داخل جامعة تل أبيب)
- متحف الاستقلال (في المبنى الذي تم فيه إعلان الدولة)
- «بيت بن غوريون» - متحف تأريخي أقيم في ما كان المنزل الشخصي لرئيس الوزراء الإسرائيلي الأول.
- «بيت سوكولوف» (دار مجلس الصحفيين الإسرائيليين)
- البورصة الإسرائيلية (في شارع آحاد هعام)
- مركز حزب العمل الإسرائيليشاطئ بانانا بيتشمركز حزب الليكود («دار جابوتينسكي»)
- التلفزيون التربوي الإسرائيلي
- برج شالوم مائير - مركز تجاري
- أبراج عزرائيلي - مركز تجاري

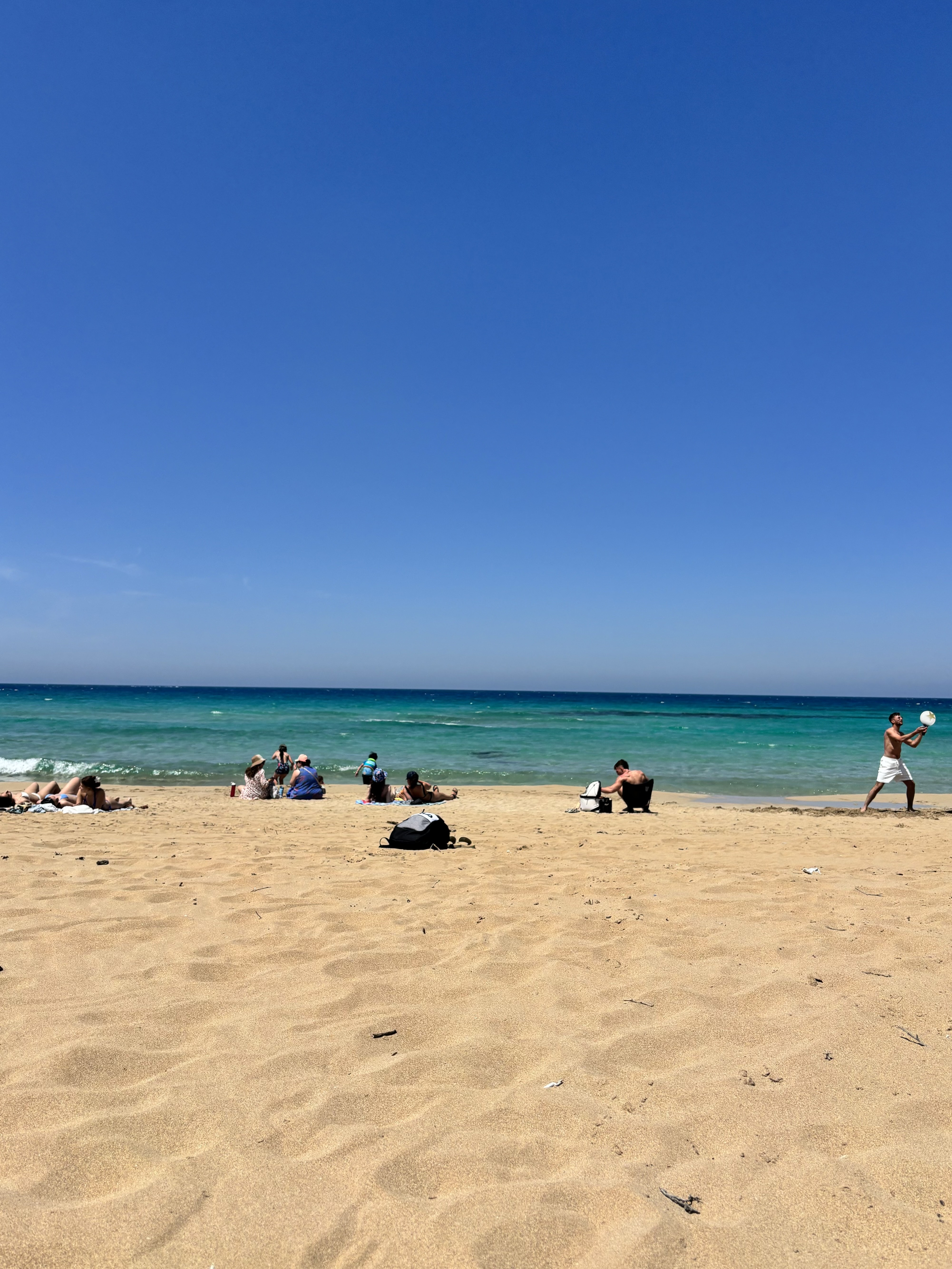
شاطئ بانانا بيتش

- برج الأوبرا - مركز تجاري (انتقلت الأوبرا الإسرائيلية منه إلى مركز الفنون المسرحية)
- ديزينغوف سينتر - مجمع تجاري كبير في مركز المدينة

## معرض صور

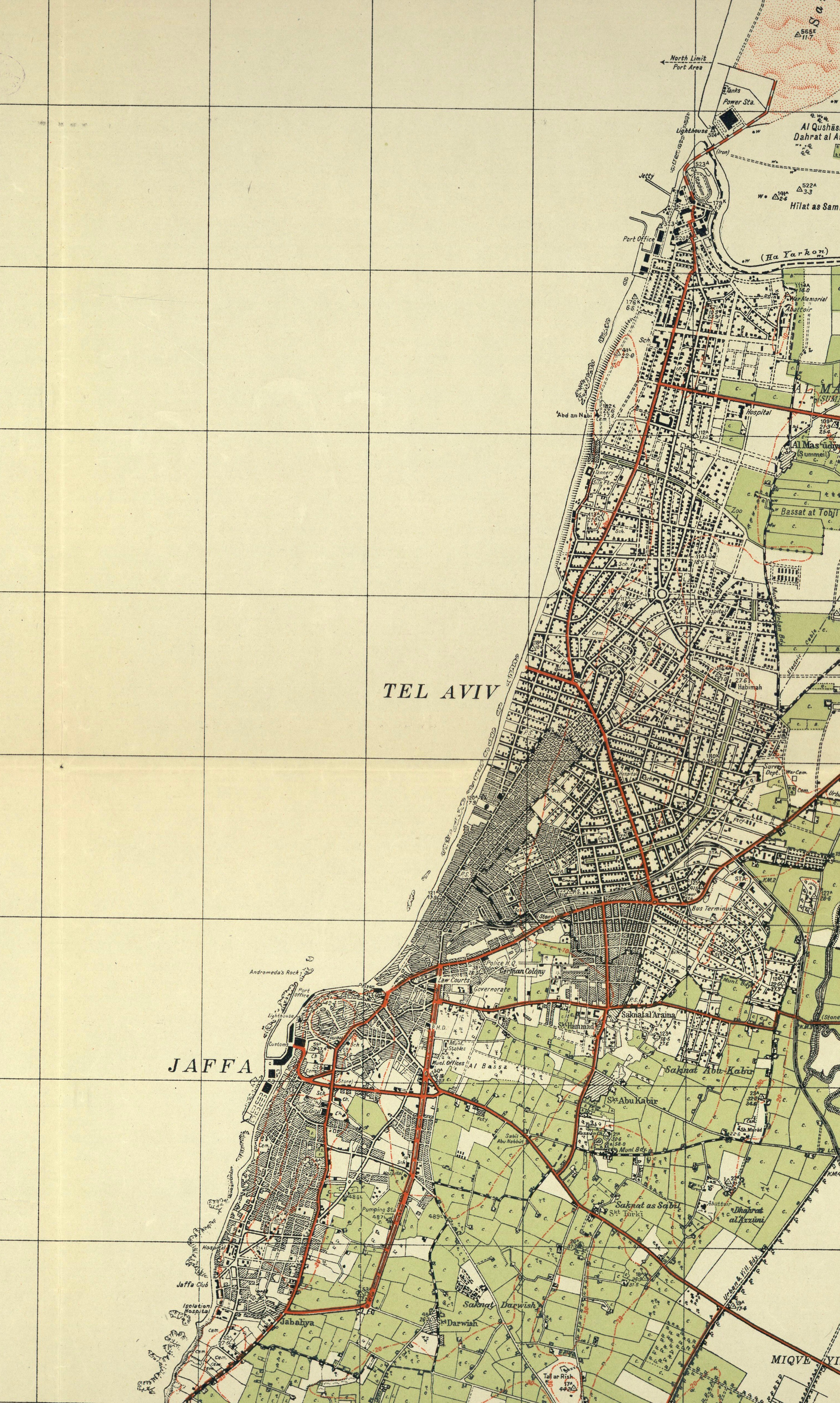
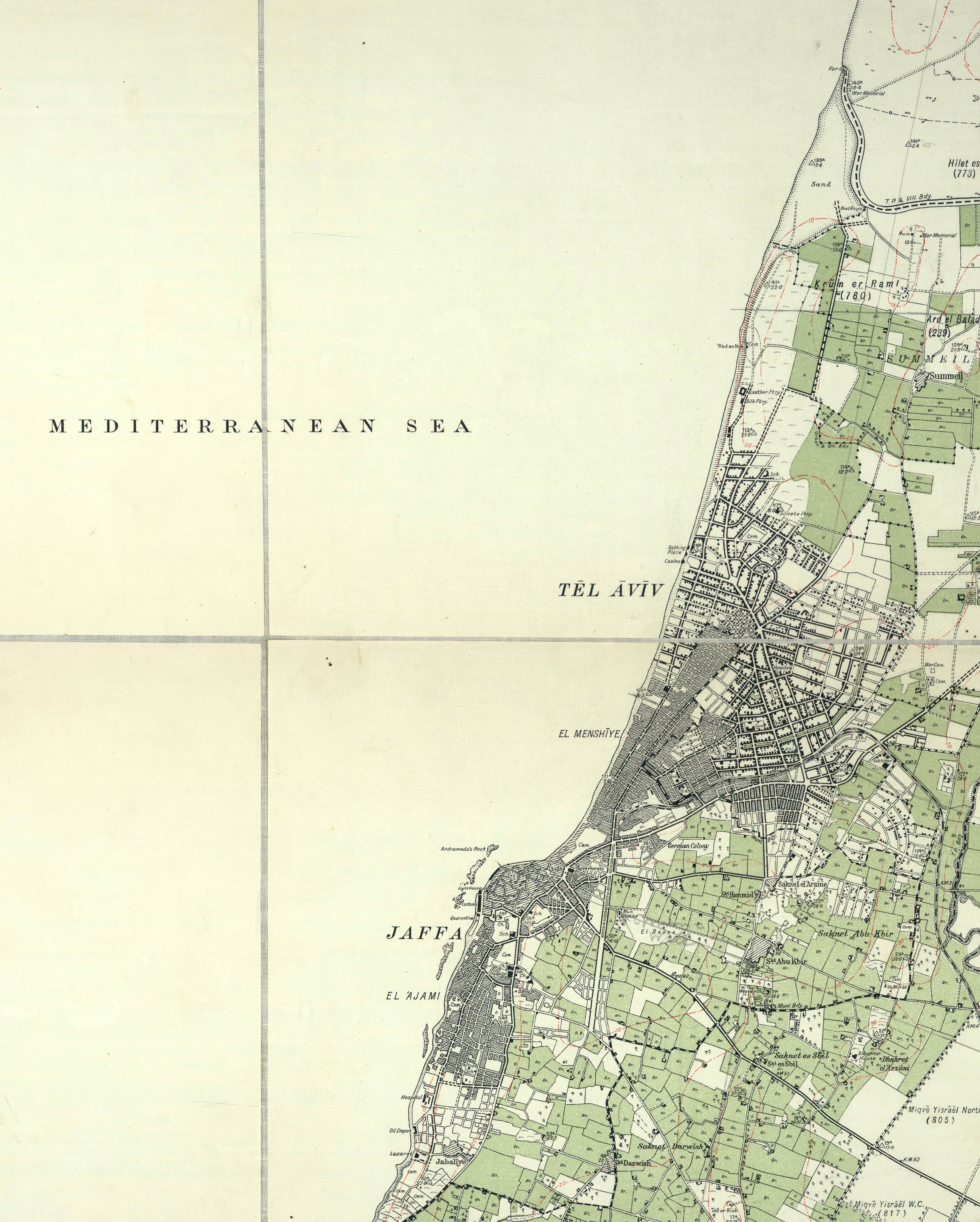
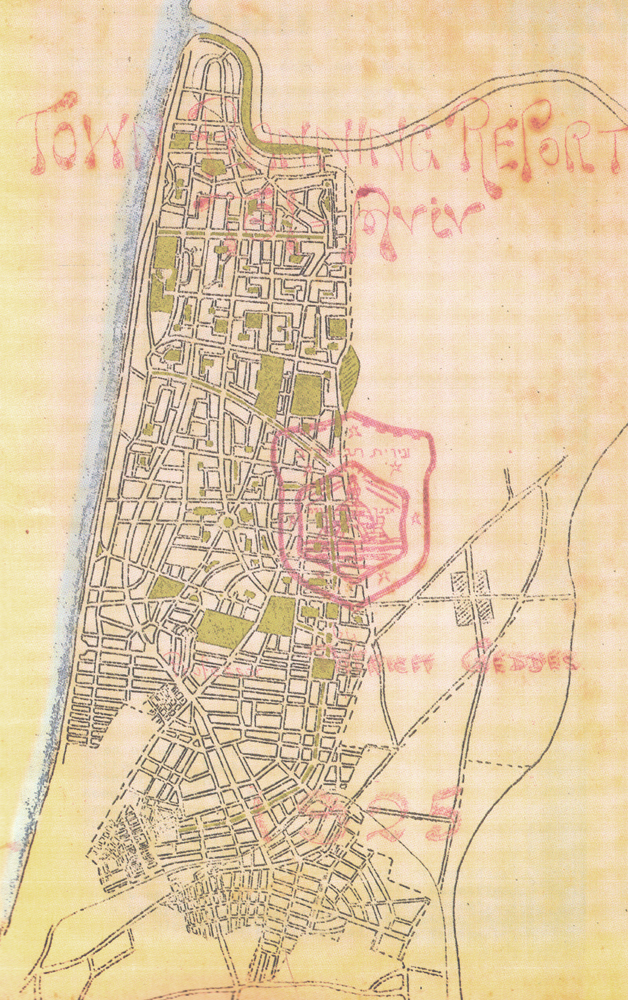
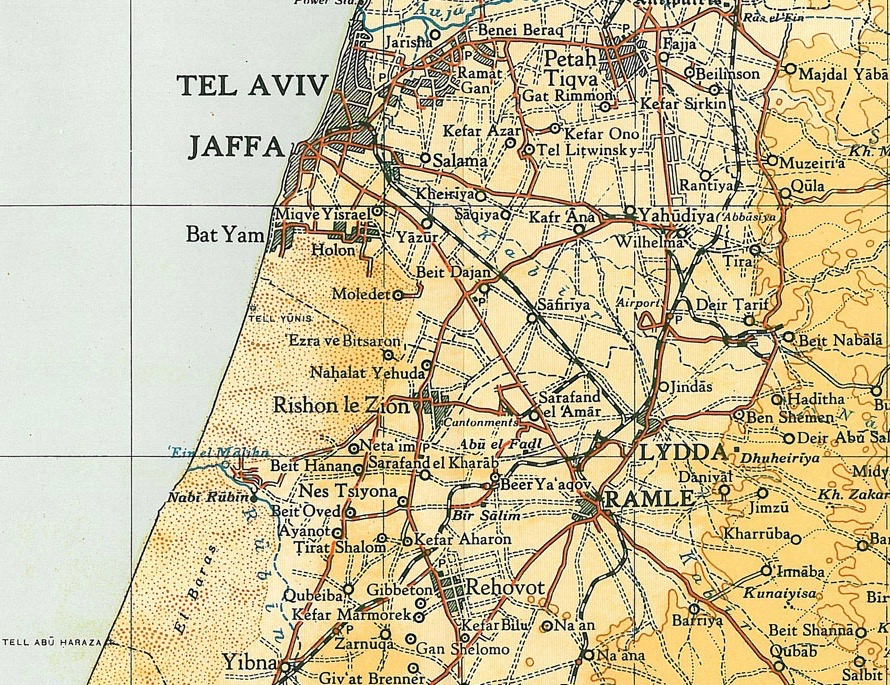

## وصلات خارجية
- الموقع الرسمي (بالعربية)
- تأريخ مدينة تل أبيب الإسرائيلية